# 羊鴉仁
羊 鴉仁（よう あじん、生年不詳 - 550年）は、中国の南北朝時代の官僚・軍人。字は孝穆。本貫は泰山郡鉅平県。

## 経歴
若くして勇猛剛毅で胆力があり、郡に仕えて主簿となった。普通年間、兄弟を率いて北魏から南朝梁に帰順し、広晋県侯に封じられた。青州と斉州の間を転戦して功績を重ね、しばらくして員外散騎常侍・歴陽郡太守に転じた。中大通4年（532年）、持節・都督譙州諸軍事・信威将軍・譙州刺史となった。大同7年（541年）、太子左衛率に任じられ、持節・都督南北司豫楚四州諸軍事・軽車将軍・北司州刺史として出向した。太清元年（547年）、侯景が梁に降ると、鴉仁は武帝の命を受けて土州刺史の桓和之や仁州刺史の湛海珍らの精兵3万を率いて、懸瓠で侯景の応接にあたった。侯景は鴉仁に援兵を求め、鴉仁は長史の鄧鴻に兵を与えて派遣した。鄧鴻が汝水に達すると、西魏の五城王元慶の軍が夜間に逃走した。鴉仁はそのまま都督豫司淮冀殷応西豫七州諸軍事・司豫二州刺史となり、懸瓠に駐屯した。侯景が渦陽で敗れると、鴉仁は東魏軍に圧迫されるようになった。太清2年（548年）、鴉仁は補給の途絶を恐れて懸瓠を放棄し、北司州に逃げ帰り、上表して武帝に陳謝した。武帝は激怒して任地の放棄を責めたので、やむなく鴉仁は淮上に軍を駐屯させた。侯景が反乱を起こすと、鴉仁は部下を率いて建康の援軍に向かった。太清3年（549年）3月、侯景が和約に背くと、鴉仁は趙伯超や南康王蕭会理とともに東府城の反乱軍を攻撃して、かえって敗北した。台城が陥落すると、鴉仁は侯景に抑留されて、五兵尚書とされた。大宝元年（550年）6月、尚書省から出奔して江西に逃れ、その元部下数百人に迎えられた。江陵に赴く途中、東莞でもとの北徐州刺史の荀伯道の子どもたちに殺害された。

## 伝記資料
- 『梁書』巻39 列伝第33
- 『南史』巻63 列伝第53